# Brazen (film)
Brazen è un film del 2022 diretto da Monika Mitchell e tratto dal romanzo Il desiderio corre sul filo (Brazen Virtue) di Nora Roberts del 1988.

## Trama
La famosa scrittrice di romanzi gialli Grace Miller  riceve un messaggio urgente da sua sorella Kathleen, con cui non ha contatti da cinque anni. Senza esitazione, Grace prende il primo volo disponibile per raggiungerla a Washington D.C. e raggiunge la sorella che vive nella loro casa d'infanzia, dopo aver lasciato il marito, Jonathan Breezewood, un uomo ricco e potente ma profondamente misogino. Kathleen ha lottato a lungo contro una dipendenza da farmaci, motivo per cui ha perso la custodia del figlio Kevin ma ora è finalmente pulita e insegna inglese e teatro al liceo. La sua richiesta d'aiuto riguarda la battaglia legale per riottenere il figlio, ma accenna anche a qualcosa di più oscuro: sta indagando su un caso di ricatto.
Nel frattempo, il detective Ed Jennings, che vive accanto a Kathleen e si sta godendo una settimana di ferie dedicandosi alla ristrutturazione della sua casa, incontra Grace e tra i due nasce subito una forte attrazione. Tuttavia, la situazione prende una piega tragica quando Grace scopre il cadavere di Kathleen. Ed accorre immediatamente e si unisce alle indagini, offrendo anche ospitalità a Grace. Frugando nella casa della sorella, scoprono che Kathleen lavorava segretamente come dominatrice per il sito a sfondo BDSM di camgirls Fantasy Inc., una piattaforma esclusiva e a gestione familiare. Questo dettaglio solleva molte domande: Kathleen era a conoscenza di qualcosa di pericoloso? E il suo omicidio è legato alla sua vita segreta? Mentre Grace raccoglie gli effetti personali di Kathleen a scuola, viene avvicinata da Jerald Baxter, figlio di un senatore, che sembra sapere più di quanto voglia ammettere. Un'altra performer di Fantasy Inc. viene uccisa con lo stesso macabro rituale, spingendo la polizia a considerare l'ipotesi di un serial killer. Le indagini portano a diversi sospetti, tra cui il giovane Rand Morgan e Richie, un tecnico del sito con accesso ai dati delle performer. Mentre la polizia raccoglie indizi, Grace convince il capitano Rivera a collaborare con lei, utilizzando la sua esperienza da scrittrice per elaborare un piano per smascherare il colpevole. Ma il pericolo è più vicino di quanto sembri e, mentre la tensione cresce, Grace si trova faccia a faccia con l'assassino in un gioco mortale in cui solo l'astuzia potrà salvarla.

## Distribuzione
Il film è stato distribuito sulla piattaforma Netflix a partire dal 13 gennaio 2022.